# Ултралаки авион ЦА-51
Ултралаки авион ЦА-51 спада у категорију ултралких авиона једноседа. То је слободно носећи нискокрилац са једним ваздухом хлађеним боксер мотором.

## Пројектовање и развој
Конструисање овог авиона је почето у јсен 1951. а звршено у пролеће 1952. године. Конструктор авиона је био Антон Цвјетковић студент треће године техничког факултета у Загребу. За конструкцију је изабрана класична концепција једноседа нискокрилца. Задатак је био остварити јефтин, једноставан и лаган авион, чија би намена била тренажа и обука пилота и једриличара.
Авион ЦА-51 је замишљен да се гради потпуно аматерски сходно условима и приликама које су владале у време његове изградње. Правили су га чланови Аероклуба Загреб у једној просторији у центру града са оскудним алатом, ограниченим могућностима набавке потребног материјала као и недовољне мајсторске стручности, јер су градитељи били углавном студенти. Донекле им је помагало то што су сви претходно били моделари али то није било довољно. Само захваљујући огромном ентузијазму освајан је један по један део авиона. Делови авиона су кроз прозоре радионице изношени на улицу и транспортовани до радионице Зракопловног савеза Хрватске где је извршено монтирање авиона, уградња и проба мотора, израда облоге од платна и дрвене лепенке: трупа, крила и репних површина и на крају фарбање авиона и припреме за пробни лет.
Први пробни лет авиона ЦА-51 извео је пилот Ђуро Шварц 19. новембра 1952. године у Загребу.

### Технички опис
Ултралаки авион ЦА-51 је класичне концепције једноседа нискокрилца који састоји из следећих функионалних целина:
Труп авиона је дрвене конструкције, правоугаоног попречног пресека и представља једну целину која обједињује све остале елементе авиона. У трупу је погонска група, седиште пилота, стајни трап, за њега је везано крило и репне површине. Пилотска кабина је првобитно била отвореног типа са ветробраном од плексигласа а касније је уграђен провидни поклопац којим је кабина потпуно затворена што је утицало како на побољшање аеродинамичких особина авиона тако и на побољшање услова пилоту. Авион је био опремљен следећим инструментима: брзиномер, висиномер, компас вериометар, контролник лета, обртомер и трострелни индикатор. Команде авиона су са извршним органима авиона биле повезане са челичним сајлама.
Погонска група се састојала од једног ваздухом хлађеног VW мотора снаге 22 KS при 3.000 обрта у минуту, индустријског типа прилагођеног авио уградњи, за чију је радилицу била причвршћена двокрака дрвена елиса фиксног корака. Између пилотске кабине и мотора је био смештен резервоар горива запремине 39 литара. Мотор је причвршћен за авион посредством носча мотора направљеног од заварених танкозидих челичних цеви. Капотажа мотора је била направљена од алуминијумског лима.
Крило је дрвене конструкције, правоугаоног облика са торзионом кутијом у предњем делу, и благо заобљеним крајевима. Дакле нападна ивица крила је обложена дрвеном лепенком а остатак крила има облогу од импрегнираног платна. Крило има једну главну (предњу) ремењачу и једну помоћну. Крилца су изведена са ребрима и дијагоналама а пресвучена су платном. Репне површине, хоризонтални и вертикални стабилизатори су изведени као дрвена конструкција обложена дрвеном лепенком а хоризонтални стабилизатори су упорницама додатно ослоњена на труп авиона. Кормила правца и висине су дрвене конструкције са ребрима и дијагоналама обложене платном.
Стјни трап је класичан са предњим точковима на независним ногама металне конструкције које су везане за предње рамењаче крила. Амортизација је постигнута само помоћу балонских гума на точковима. Дрљача која се налази испод репа авиона направљена је од лиснате челичне опруге.

## Остале Карактеристике
Карактеристике наведене овде се односе на Авион ЦА-51 а према изворима
| Перформансе | - макс. обрушавајућа брзина 224 km/h - мин. хоризонтална брзина 60 km/h - брзина у понирању 80 km/h - брзина одлепљивања од земље 65 km/h - полетна стаза 150 m |
| Димензије   | - размах точкова 1,52 m - пречник елисе 1,3m - виткост 6,00 - аеропрофил крила - макс. оптеречење крила; 26,8kg/m² - оптеречење по KS: 14,30 kg/KS              |
| Остало      | - Тип мотора VW 1000 cmm - снага мотора 22 KS - резервоар горива; 39 lit - долет 650 km - аутономја лета 5,5 h - потрошња горива 4,2                            |

## Оперативно коришћење
Након завршених испитивања у ВОЦ-у и добијања пловидбене дозволе, Аероклуб "Загреб" је за своје потребе направио још 5 авиона ЦА-51. На једном од авиона је накнадно уграђен додатни резервоар запремине 47 литара бензина тако да је долет са 650 km повећан на 1.600 km. На троуглу Загреб-Бјеловар-Петриња-Загреб ради експеримента, пилот Берковић је прелетео без слетања око 1.200 km за 10 сати и 50 минута са просечном  брзином од 110,8 km/h.
Консруктор овог авиона је емигрирао у САД 1957. и тамо наставио даље да развија овај авион тако је 1961. године направио авион сличан овом ЦА-61 са мотором Continental A65 снаге 47kW, а 1965. урађен је двоседа варијанта ЦА-65 са мотором Lycoming G-290-G снаге 92 kW. Последњи у серији авиона је ЦА-65А, авион металне конструкције који и данас лети широм света.

## Сачувани примерци
Сачуван је један примерак овог авиона и налази се у Музеју ваздухопловства у Београду (бр. 2, YU-CMH).

## Земље које су користиле овај авион
- Југославија